# Стефано Мітчелл
Стефано Мітчелл (англ. Stefano Mitchell; нар. 22 вересня 1999) — плавець з Антигуа і Барбуди. Учасник Літніх Олімпійських ігор 2020. На чемпіонаті світу з водних видів спорту 2017 брав участь у змаганнях на дистанції 50 метрів батерфляєм серед чоловіків. У 2019 році представляв Антигуа і Барбуду на чемпіонаті світу з водних видів спорту 2019, що відбувся в Кванджу, Південна Корея, і фінішував на 62-му місці в забігах на дистанції 50 метрів вільним стилем серед чоловіків.